# 콜롬비아 무장혁명군
콜롬비아 무장혁명군-인민군(스페인어: Fuerzas Armadas Revolucionarias de Colombia–Ejército del Pueblo, FARC-EP)는 콜롬비아의 마르크스-레닌주의 게릴라 조직이다. 1964년부터 1966년까지 콜롬비아 공산당의 유격대였으나, 1966년 콜롬비아 공산당의 반스탈린주의, 수정주의를 비판하며 결별하였다. 콜롬비아 무장혁명군은 지방 정부와 민간의 사회 기반 시설 점령을 주요 목표로 삼았기 때문에 콜롬비아 정부와 미국, 유럽 연합 등으로부터 테러 조직으로 지정되었다. 현재 콜롬비아 무장혁명규은 중남미에서 가장 큰 규모의 마르크스-레닌주의 게릴라 단체로 콜롬비아 민족해방군과 동맹하여 50여 년 동안 콜롬비아 정부에 대항하고 있다.
콜롬비아 무장혁명군은 1966년 콜롬비아 공산당에서 분리된 공산주의 혁명 단체로, 독립적인 정치 기구로 여겨진다. 2013년 통계에 따르면 회원 수는 7,000-10,000명 이상으로 추산되며 콜롬비아에서 일어난 정부기관 공격사건 가운데 25~30%는 콜롬비아 혁명군의 행동으로 추정된다. 2021년 기준으로는 콜롬비아 국민해방군과 동맹하여 콜롬비아 정글 남동부와 안데스산맥 평원 지대에서 활약하고 있다.

## 같이 보기
- ELN
- 2025년 카타툼보 충돌